# マイファミリー・ウェディング
『マイファミリー・ウェディング』（Our Family Wedding）は2010年のアメリカ合衆国のロマンティック・コメディ映画。監督はリック・ファミュイワ、出演はフォレスト・ウィテカー、アメリカ・フェレーラ、カルロス・メンシアなど。アフリカ系の青年とメキシコ系の女性の結婚をめぐって双方の家族同士が競い合う姿を描いている。
日本では劇場未公開だが、2011年8月3日にDVDが発売された。

## ストーリー
アフリカ系の青年マーカス・ボイドとメキシコ系の女性ルシア・ラミレスは結婚を決める。そこで、双方の家族を招いた食事会を開き、その場で結婚を発表することにする。
ところが食事会の席に現れた2人の父親は、少し前に偶然出会っており、その際にトラブルになっていたのだ。すっかり犬猿の仲となっている2人は、互いの価値観や文化的背景の違いから、ことごとく対立する。

## キャスト
※括弧内は日本語吹替。
ブラッド家（アフリカ系アメリカ人）
- ブラッド・ボイド - フォレスト・ウィテカー（廣田行生）

ラジオDJ。プレイボーイ。離婚後、1人息子マーカスを引き取って育てた。
- マーカス・ボイド - ランス・グロス（英語版）（田中宏樹）

ブラッドの息子。コロンビア大学医学部卒。ボランティアでラオスに行く予定。
- アンジェラ（アンジー） - レジーナ・キング（宮寺智子）

ブラッドの弁護士。ブラッドとは古くからの親友だが同時に微妙な男女関係にある。
ラミレス家（メキシコ系アメリカ人）
- ミゲル・ラミレス - カルロス・メンシア（横島亘）

自動車整備工場を経営している。
- ソニア・ラミレス - ダイアナ・マリア・リーヴァ（山像かおり）

ミゲルの妻。自分を女として扱ってくれない夫に不満を感じている。
- イザベル（イジー）・ラミレス - アンジェラ・ジョンソン（英語版）（佐古真弓）

ミゲルの長女。男勝りで父親の工場を手伝っている。
- ルシア・ラミレス - アメリカ・フェレーラ（冠野智美）

ミゲルの次女。ロー・スクールを中退。マーカスと結婚してラオスに行く予定。
- セシリア - ルーペ・オンティヴェロス（磯辺万沙子）

ルシアの祖母。ルシアがメキシコ系以外の男と結婚することにショックを受ける。
その他
- アシュリー・マクフィー - シャニン・ソサモン

ブラッドの恋人。ルシアのソフトボール部時代の友人。

## 作品の評価
Rotten Tomatoesによれば、批評家の一致した見解は「『マイファミリー・ウェディング』は、期待の持てる基本設定と才能のあるキャストをほとんど活かしていない、空々しく、嘘っぽい作品である。」であり、87件の評論のうち高評価は15%にあたる13件で、平均点は10点満点中3.7点となっている。
Metacriticによれば、24件の評論のうち、高評価は3件、賛否混在は12件、低評価は9件で、平均点は100点満点中38点となっている。